# 艾兰·R·罗格斯
艾兰·R·罗格斯（1950年8月13日—）是一位美国人类学家，犹他大学教授，专攻群体遗传学和進化生態學，主要作品有《进化的证据》（The Evidence for Evolution）等。